# Kallokibotion
Kallokibotion es un género extinto de tortuga del Cretácico Superior (Maastrichtiense, hace 70–66 millones de años), conocido a partir de restos fósiles hallados en Rumania. Solo se ha descrito a una especie, Kallokibotion bajazidi. Un fósil de esta tortuga fue descrito erróneamente como un pterosaurio del género Thalassodromeus en 2014.